# Вольфганг Ульманн
Вольфґанґ Ульманн (29 березня 1935, Дрезден — 24 серпня 2020, там само) – німецький шахіст, гросмейстер.

## Шахова кар'єра

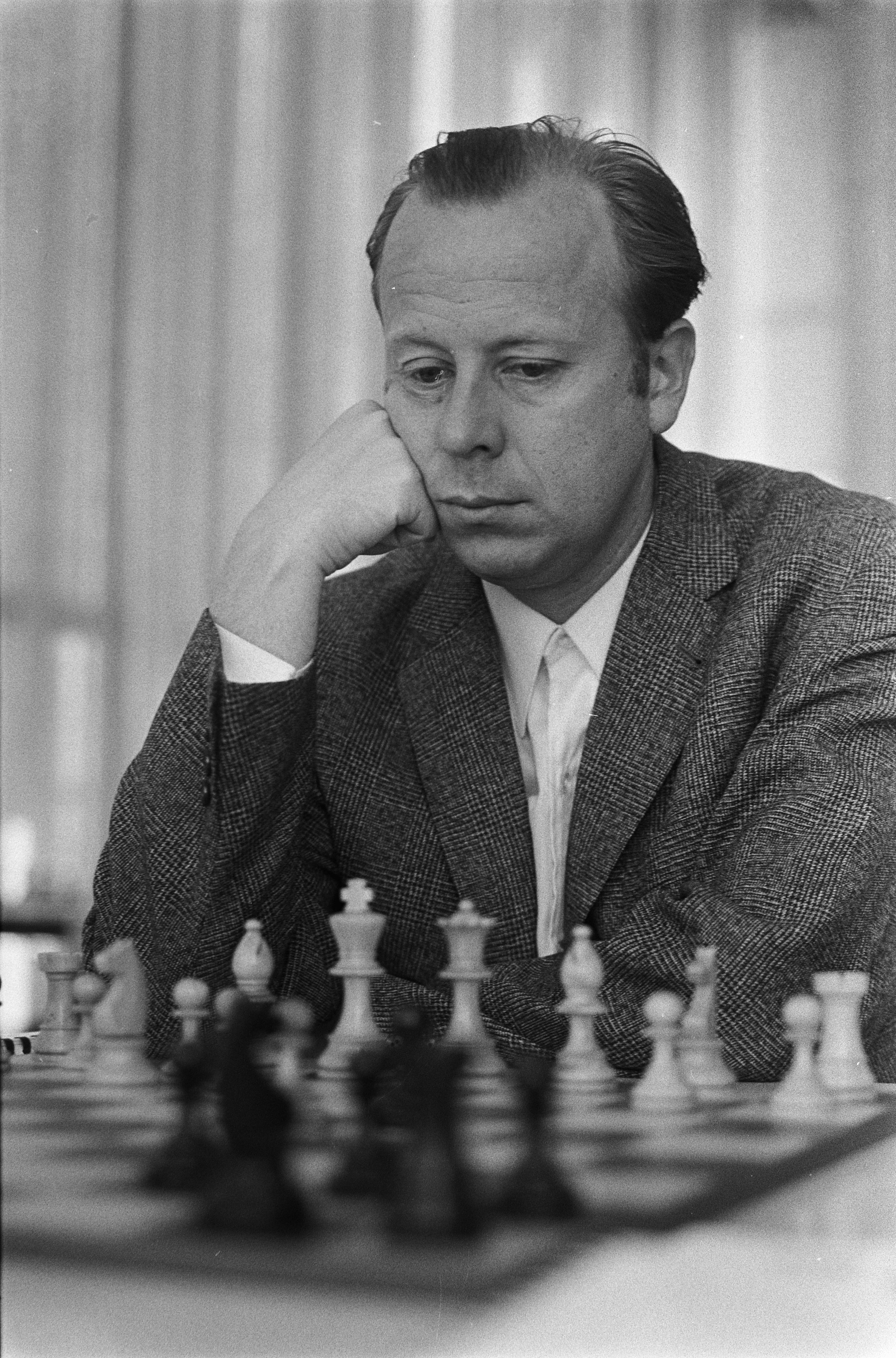
Вольфґанґ Ульманн, Амстердам 1970

Неодноразово представляв НДР на командних змаганнях, зокрема, одинадцять разів на шахових олімпіадах (1956, 1958, 1960, 1962, 1964, 1966, 1968, 1970, 1972, 1988, 1990), а також  на командному чемпіонаті Європи (1970), здобувши у командному заліку бронзову медаль. 1970 взяв участь у матчі століття між СРСР та рештою світу, в якому програв Маркові Тайманову з рахунком 1½–2½ на 7-й шахівниці.
Найвищі турнірні успіхи припадають на 1960-ті роки. 1964 року поділив 1-ше місце у Сараєво (турнір Босна, разом з Левом Полугаєвським, а також у Гавані (Меморіал Капабланки, разом з Василем Смисловим). У 1965 році переміг у Загребі (разом з Бориславом Івковим). 1966 року посів перше місце в Сомбатгеї (меморіал Лайоша Асталоша, разом з Давидом Бронштейном). У 1967 році посів 2-ге місце в Гастінґсі (позаду Михайла Ботвинника) .
Чотири рази брав участь у міжзональних турнірах, які були одним з етапів розіграшу чемпіонату світу. Лише один раз потрапив до претендентських матчів, 1970 року на міжзональному турнірі на Мальорці посів 6-те місце. 1971 року в Лас-Пальмасі поступився у чвертьфіналі Бенту Ларсену 3½ - 5½.
Майже впродовж усього періоду існування НДР був найсильнішим шахістом тієї країни, 11 разів вигравши її чемпіоном. Був авторитетним експертом з французького захисту. Після початку 21-го століття все ще залишався активним шахістом.
За даними ретроспективної рейтингової системи Chessmetrics, найвищий рейтинг мав у грудні 1970 року, досягнувши 2696 пунктів, посідав тоді 20-те місце у світі.